# Marietta montana
Marietta montana is een vliesvleugelig insect uit de familie Aphelinidae. De wetenschappelijke naam is voor het eerst geldig gepubliceerd in 2001 door Myartseva & Ruíz-Cancino.